# Списак сликара/Ж
| Сликари: A Б В Г Д Ђ Е Ж З И Ј К Л Љ М Н Њ О П Р С Т Ћ У Ф Х Ц Ч Џ Ш |

## Ж
Еугенијуш Жак (1884—1926), пољски сликар
Теодор Жерико (1791 — 1824), француски сликар
Жан-Леон Жером, (1824 — 1904), француски сликар и вајар
Христофор Жефаровић, (18. век, илирски сликар и гравер
Франсоа Жирардон, (1628 — 1715), француски вајар
Францишек Жмурко (1859—1910), пољски сликар
| Сликари: A Б В Г Д Ђ Е Ж З И Ј К Л Љ М Н Њ О П Р С Т Ћ У Ф Х Ц Ч Џ Ш |